# كينورا (أونتاريو)
كينورا، أونتاريو (بالإنجليزية: Kenora)‏ هي مدينة كندية تقع في مقاطعة أونتاريو. تبلغ مساحة هذه المدينة 210.9057 (كم²)، ويبلغ عدد سكانها 15177 نسمة حسب إحصاء سنة 2006 م، بينما كان يسكنها 15838 نسمة في سنة 2001 م. تحتل هذه المدينة المرتبة رقم 250 بين مدن كندا حسب عدد السكان والمرتبة رقم 96 في المقاطعة. نما عدد السكان في هذه المدينة بنسبة (-4.2) بين العامين المذكورين.

## أعلام
- تومي فيليبس
- يوليوس تومسون
- مايك ريتشاردز
- مايك سميث
- غاري بيرغمان
- توم هووبر

## وصلات خارجية
- الأطلس الحكومي لكندا
- إحصاءات كندا مع ساعة تعداد السكان